# Pinzgauer Grasberge
Pinzgauer Grasberge ist eine Bezeichnung für den südlichsten Bergkamm der Kitzbüheler Alpen unter Einschluss der Dientner Berge in den Salzburger Schieferalpen. Sie gehören zur sog. Grauwackenzone.

## Lage
Im Norden durch die Linie Glemmtal – Dientner Sattel und im Süden durch das Salzachtal getrennt, liegen sie inmitten des namensgebenden Pinzgaus.

## Unterteilung
Die Pinzgauer Grasberge werden geteilt in die:
- Dientener Berge: Lend bis Zell am See (Saalach)
- Glemmtaler Alpen: Zell am See bis Mittersill (Pass Thurn)
- Kelchsauer Alpen (wenig gebräuchlicher Begriff): Pass Thurn bis Krimml (Gerlospass)

## Wanderwege
Die Pinzgauer Grasberge bieten zahlreiche gut markierte Wanderwege mit Aussicht auf die Hohen Tauern und die Kitzbüheler Alpen:
- Pinzgauer Spaziergang, auch Pinzgauer Höhenweg genannt: ein etwa 25 km langer Höhenweg von der Schmittenhöhe bei Zell am See (1965 m) bis zur Bürglhütte (1699 m) am Fuße des Gaißsteins (2363 m). Von dort talwärts durch das Mühlbachtal nach Stuhlfelden oder über die Rossweg Scharte und dann talwärts durch das Burkbachtal nach Mittersill.

## Geologie
In der Hauptsache bestehen sie aus Wildschönauer Schiefer oder Pinzgauer Phyllite und Innsbrucker Quarzphyllit.

## Sonstiges
Mächtige Gletscher bedeckten während der Eiszeit die Schieferalpen. Über dem Gerlospass betrug die Eisdicke 200 m, bei Mittersill 2.100 m und bei Saalfelden 2.050 m.

## Hydrologie
Da das Gestein leicht wasserdurchlässig ist, ist immer mit einer raschen Reaktion nach Niederschlägen zu rechnen. Kleine Gebirgsbäche werden binnen Minuten zu reißenden Flüssen.

## Quelle
- Salzburg und seine Landschaften, Erich Seefeldner, 1961, Verlag "Das Bergland-Buch"